# AIDA Ronilačke discipline

## AIDA Ronilačke discipline

### Ronjenje s konstantnim opterećenjem bez peraja(CNF)
Ronilac zaranja i izranja koristeći vlastitu snagu mišića, bez upotrebe potiskujuće opreme i bez povlačenja po konopu. Constant Weight Without Fins (uron s konstantnim opterećenjem bez peraja) je najteža natjecateljska dubinska disciplina jer se ne koristi potiskujuća oprema u zaronu. Ova disciplina zahtjeva savršenu koordinaciju pokreta, izjednačavanja pritiska, tehnike i plovnosti.

### Ronjenje s konstantnim opterećenjem (CWT)
Ronilac zaranja i izranja koristeći peraje/monoperaju i/ili uz pomoć ruku, bez povlačenja po konopu ili promjene opterećenja. Dozvoljeno je jedno hvatanje za konop u cilju zaustavljanja zarona i početka izrona. Constant Weight (uron s konstantnim opterećenjem) je uobičajena natjecateljska disciplina u ronjenju na dah jer se koriste specifične peraje ili monoperaja. Constant Weight je uz statiku i dinamiku s perajama jedna od tri discipline koje se uzimaju u obzir na međunarodnim ekipnim natjecanjima.

### Dinamika bez peraja (DNF)
Ronilac se kreće vodoravno i pokušava preroniti što veću daljinu. Zabranjena je upotreba bilo kakve potiskujuće opreme. Dynamic Without Fins (dinamika bez peraja) je prirodnija disciplina od dviju dinamika jer se ne koristi potiskujuća oprema nego dobra tehnika. Izvedba može biti priznata u bazenu minimalne duljine 25m.

### Dinamika s perajama (DYN)
Ronilac se kreće vodoravno i pokušava preroniti što veću daljinu. Dozvoljena je upotreba peraja ili monoperaje i ruku. Dynamic With Fins (dinamika s perajama) je tipičnija disciplina od dvije discipline kojima se mjeri daljina jer se koristi specifična oprema: duge peraje ili monoperaja. Izvedba može biti priznata u bazenu minimalne duljine 25 m. Kombinira se sa statikom na bazenskim natjecanjima.

### Statična apnea (STA)
Ronilac zadržava dah što je duže moguće uronjenih dišnih organa, tijelom u vodi ili na površini vode. Static Apnea (statika) je jedina disciplina u kojoj se mjeri trajanje zarona i uz constant weight i dinamiku s perajama jedna je od tri discipline koje se uzimaju u obzir u međunarodnim ekipnim natjecanjima. Izvedba može biti priznata u bazenu ili na otvorenim vodama (more, jezero, rijeka itd.).

### Slobodno poniranje (FIM)
Ronilac zaranja i izranja povlačeći se po konopu bez korištenja potiskujuće opreme. Izvodi se s glavom dolje ili gore prilikom zarona ovisno o sposobnosti izjednačavanja pritiska ronioca. Koristi se i kombinacija.

### Ronjenje s promjenjivim opterećenjem  (VWT)
Ronilac zaranja uz pomoć utega, a izranja vlastitom snagom, koristeći se pri tome rukama i\ili nogama bilo povlačenjem po konopu ili bez povlačenja. Variable Weight (uron s promjenjivim opterećenjem) je jedna od dvije discipline koja koristi «sled» kao pomoć pri uronu. Stariji modeli "sleda" su bili dizajnirani da ronioc zaranja glavom prema dolje, kao u slavnom filmu Luca Bessona Veliko plavetnilo. Sada su u upotrebi nove verzije gdje ronioc zaranja nogama prema dolje. Variable Weight nije natjecateljska disciplina.

### Bez ograničenja  (NLT)
Ronilac zaranja uz pomoć utega ("sleda"), a izranja metodom po svom odabiru. Najčešće je to balon ili ronilački prsluk. No Limit (uron bez ograničenja) je disciplina u kojoj se postižu najveće dubine. Nije natjecateljska disciplina.